# Uylupınar, Gölhisar
Uylupınar là một xã thuộc huyện Gölhisar, tỉnh Burdur, Thổ Nhĩ Kỳ. Dân số thời điểm năm 2010 là 507 người.